# Шаманин, Игорь Владимирович
Игорь Владимирович Шаманин (16 октября 1962, Ростов-на-Дону — 7 апреля 2021) — российский физик, доктор физико-математических наук (1997), профессор (1999), почётный работник высшего профессионального образования Российской Федерации.

## Биография
Окончил Томский политехнический институт (1985, с отличием) по специальности «Физико-энергетические установки» и аспирантуру, в 1987 году защитил диссертацию на соискание учёной степени кандидата физико-математических наук.
Работал там же (Томский политехнический университет). Основатель научной школы «Физика ядерных энергетических технологий».

## Научная деятельность
Сфера научных интересов — ядерная физика, ядерные технологии.
Значимые результаты:
- обнаружены и доказаны физические преимущества замены сырьевого нуклида U-238 на нуклид Th-232 (благодаря особенностям резонансного поглощения нейтронов четно-четными ядрами);
- доказаны физические преимущества использования ядерных топливных композиций на базе тория и плутония;
- открыто и объяснено явление электроиндуцированного дрейфа сольватированных ионов в растворах солей в жидких, полярных диэлектриках,
- теоретически объяснен феномен образования дефекта масс при слиянии взаимодействующих объектов в одно целое,
- предложена и теоретически обоснована нейтронная накачка активной среды, образованной парой стабильных изотопов Gd-155 и Gd-156, с возможностью инверсии заселенности энергетических уровней ядер изотопа Gd-156.

Совместно с академиком Ю. А. Трутневым предложил необщепринятое уточнение Общей теории относительности.

### Основные работы
Автор (соавтор) более 300 научных работ, в том числе 5 монографий, изданных в издательствах «Физматлит», «Руда и металлы» и «STT». Опубликованы статьи в журналах «Известия вузов. Серия: Ядерная энергетика», «Известия вузов. Серия: Физика», «Краткие сообщения по физике ФИАН», «Химическая физика», «Теоретические основы химических технологий».
Книги:
- Бойко В. И., Скворцов В. А., Фортов В. Е., Шаманин И. В. Взаимодействие импульсных пучков заряженных частиц с веществом. — М.: Физматлит, 2003. — 288 c.
- Бойко В. И., Власов В. А., Жерин И. И., Маслов А. А., Шаманин И. В. Торий в ядерном топливном циклею. — М.: Издательский дом «Руда и металлы», 2006. — 360 с.
- Казарян М. А., Ломов И. В., Шаманин И. В. Электрофизика структурированных растворов солей в жидких полярных диэлектриках. — М.: Физматлит, 2011. — 192 c.
- Шаманин И. В. Кривизна пространства, кривизна траектории и метрический тензор. — Томск: Scientific & Technical Translations (STT), 2012. — 46 c.
- Ли Хунда, Казарян М. А., Шаманин И. В. Электроиндуцированный дрейф зарядовонейтральных кластеров в растворах. — М.: Физматлит, 2018. — 208 c.